# Hermann Dießelhorst
Hermann Georg Heinrich Dießelhorst (Peine, 1 de dezembro de 1870 – Braunschweig, 22 de fevereiro de 1961) foi um físico alemão, professor da Universidade Técnica de Braunschweig.

## Vida
Obteve o Abitur em 1890. Estudou inicialmente engenharia mecânica na Universidade Técnica de Berlim, mudando depois para matemática e física e seguindo depois para a Universidade Técnica de Munique. Obteve um doutorado em Berlim. Após trabalhar na Physikalisch-Technische Bundesanstalt em Berlim foi em 1910 professor da Universidade Técnica de Braunschweig. Foi desde 1944 membro da Academia de Ciências da Braunschweig.

## Publicações selecionadas
- Über das Potential von Kreisströmen mit einer Anwendung auf das Helmholtzsche Elektrodynamometer. Dissertation. Berlin 1896.
- Magnetische Felder und Kräfte mit einer Übersicht über die Vektorenrechnung. Sonderausgabe des Beitrages „Elektrodynamik“ aus dem Handbuch der Elektrizität und des Magnetismus. (Band IV, 1920). Barth, Leipzig 1939, 215 S.
- Wärmeleitung. In: Encyklopädie der mathematischen Wissenschaften. 1904 (zusammen mit Ernest William Hobson)